# La Nouvelle-Beauce
La Nouvelle-Beauce ist eine regionale Grafschaftsgemeinde (französisch municipalités régionales de comté, MRC) in der kanadischen Provinz Québec.
Sie liegt in der Verwaltungsregion Chaudière-Appalaches und besteht aus elf untergeordneten Verwaltungseinheiten (eine Stadt, sechs Gemeinden und vier Sprengel). Die MRC in der Region Beauce wurde am 1. Januar 1982 gegründet. Der Hauptort ist Sainte-Marie. Die Einwohnerzahl beträgt 36.785 (Stand: 2016) und die Fläche 905,58 km², was einer Bevölkerungsdichte von 40,6 Einwohnern je km² entspricht.

## Gliederung
Stadt (ville)
- Sainte-Marie

Gemeinde (municipalité)
- Frampton
- Saint-Bernard
- Saint-Elzéar
- Saint-Isidore
- Saint-Lambert-de-Lauzon
- Scott
- Vallée-Jonction

Sprengel (municipalité de paroisse)
- Sainte-Hénédine
- Sainte-Marguerite
- Saints-Anges

## Angrenzende MRC und vergleichbare Gebiete
- Bellechasse
- Lotbinière
- Beauce-Centre
- Lévis